# Figaró-Montmany
Figaró-Montmany (en catalán normativo El Figueró i Montmany) es un municipio de España en la provincia de Barcelona, comunidad autónoma de Cataluña, con una superficie de 15,07 km², una población de 1045 habitantes (2008) y una densidad de población de 69,34 hab/km². El pueblo de Figaró posee un castillo, que perteneció durante décadas a la familia Rubinat (primera familia de veraneantes del pueblo), el castillo es de 1900, ha sido reformado por la familia que lo habita desde 1995, y en la actualidad está en perfecto estado de conservación.

## Demografía
Figaró-Montmany cuenta con una población de 1188 habitantes (INE 2024).
| Gráfica de evolución demográfica de Figaró-Montmany entre 1842 y 2021 |
| |
| Población de derecho según los censos de población del INE. Población de hecho según los censos de población del INE.En este censo se denominaba Monmany y Vallcárcara: 1842. En estos censos se denominaba Montmany: 1857, 1860, 1877, 1887, 1897, 1900, 1910, 1920, 1930, 1940, 1950, 1960, 1970 y 1981. En este censo se denominaba Montmany-Figaró: 1991. |

| 631                        | 763 | 873 | 1109 | 1200 | 1108 |
| (Fuente: [cita requerida]) |     |     |      |      |      |

## Patrimonio artístico y cultural
- Iglesia de San Pedro de Vallcàrquera - iglesia románica del siglo XII.
- Capilla de San Cristóbal de Monteugues - Pequeña capilla cubierta con bóveda de cañón, construida en la Serra dels Pins.
- Iglesia de san Pablo de Montmany (en estado de abandono).
- Santuario de la Virgen de Puiggraciós - Santuario del siglo XVIII.
- Castillo de Montmany - Castillo del siglo XIII.

## Administración
| Periodo   | Nombre | Partido         |
| --------- | --- | --------------- |
| 1979-1983 | Jordi Mas i Solà | CiU             |
| 1983-1987 | Jordi Mas i Solà | CiU             |
| 1987-1991 | Jordi Mas i Solà (hasta 1990) / Manel Alconchel i Catalán (desde 1990)                                                                           | CiU             |
| 1991-1995 | Manel Alconchel i Catalán | CiU             |
| 1995-1999 | Manel Alconchel i Catalán (hasta 1997) / Enric Mateu i Dordal (desde 1997)                                                                       | CiU             |
| 1999-2003 | Manel Alconchel i Catalán (hasta 2002) / Germán Ferreira i Casal (enero de 2002-julio de 2002) / Manel Alconchel i Catalán (desde julio de 2002) | PSC-FP (*)      |
| 2003-2007 | Gemma Sánchez i García | CAF (**)        |
| 2007-2011 | Manel García i Padreda | CAF             |
| 2011-2015 | Lluc V. Pelàez | CAF             |
| 2015-2019 | María Teresa Carrillo García | FP-CP           |
| 2019-2023 | Ramón García González | Tots per Figaró |

* FP: Figaró Progrés (Figaró Progreso) ** CAF: Candidatura Activa de Figaró

## Historia de Figaró-Montmany

###### El castillo de Montmany
El castillo de Montmany, conocido popularmente como " castillo de los moros " , es una imponente manifestación de la proliferación de linajes aristocráticos que se produjo en el Alt Congost a partir del año 1100. De esta época datan los vestigios más antiguos que se conservan hoy de la fortificación, aunque las primeras referencias escritas son de principios del siglo XIII, cuando el castillo y el término estaban vinculados a los varones de Centellas ya sus fieles de Santa Eugenia.
El castillo de Montmany era el centro de un término castrense o jurisdicción que englobaba las tres parroquias. Esta jurisdicción proporcionó a la población local un marco de encuadre superior que le proporcionó cohesión y contribuyó decisivamente a la concreción del régimen municipal. El municipio fue así inseparable de la historia del castillo fronterizo, sobre todo a partir de la venta y posterior recuperación por parte de la Corona del dominio jurisdiccional del castillo, entre los años 1357 y 1550. El 27 de marzo de 1550, el término de Montmany reincorporó definitivamente al dominio real.

###### El mas de El Figueró, origen del núcleo urbano actual
El 1313 se documenta por primera vez el lugar a Figer, donde vivía la concubina del rector de Monteugues. El nombre del sitio hace referencia a la presencia de los árboles frutales que había en los huertos de la vertiente occidental del Montseny y de la orilla del desfiladero, y que dieron nombre al mas El Figueró y el vecindario en general. El más El Figueró se documenta por primera vez en el año 1371 y en 1557 ya aparece configurado el temprano " vicionatus del Figaró.
Aunque la visión tradicional atribuía el desarrollo del núcleo al fondo de valle a la inseguridad que habrían caracterizado los tiempos medievales, hoy es claro que el crecimiento del núcleo del Figaró fue ligado específicamente a la reactivación del camino del Congost como eje comercial entre los núcleos o mercados de Vich y Granollers -Barcelona. Fue, pues, la integración comercial de estos territorios el factor que explica la aparición de un núcleo en el fondo del valle, orientado en gran medida hacia los servicios para los transeúntes (hostal, herrería, etc.).

## Festividades locales

### Feria “Una ventana en el Montseny”
- Fecha de celebración:

6, 7 y 8 de julio.
- Descripción:

La Feria "Una Ventana al Montseny ", organizada por el ayuntamiento de Figaró-Montmany y el parque natural del Montseny , pretende mostrar el entorno natural privilegiado del Montseny y su patrimonio, así como ofrecer un espacio de debate donde compartir experiencias en torno al desarrollo económico que se genera.
La Feria cuenta con tres espacios diferenciados: un espacio dedicado al debate y reflexión durante el viernes, la feria de productores y artesanos del Montseny durante el sábado y el domingo, y la muestra de cine con la naturaleza "ForadCamp”. Además, habrá actividades organizadas por las entidades del pueblo y menús especiales preparados por los restaurantes del municipio, entre otras actividades dirigidas a todos los públicos.

### Fiesta de los Santos Patrones
- Fecha de celebración:

Primer lunes después de Pascua.
- Descripción:

La fiesta de los Santos Patrones tiene su origen en el voto del pueblo que hicieron los parroquianos de Vallcarquera 1812, en plena Guerra de la Independencia. Los parroquianos prometieron solemnemente que si Santa María, Santa Ana y San Rafael los salvaban del hambre que se había producido por la falta de frutos después de más de diez años de granizadas les sirve devoción para siempre a honra y gloria de tan especiales patrones oyendo misa y absteniéndose de trabajar el día de la festividad de cada año. Por este motivo, cada lunes de “Pasqüetes”, se suben en procesión los Santos desde la iglesia de San Rafael de Figaró hasta la iglesia de San Pedro de Vallcàrquera, donde se celebra un oficio, por la tarde se bajan en procesión con el acompañamiento de los trabucaires. Durante toda la jornada se van cantando los Gozos de Santa Ana y San Rafael.

### Fiesta del pino
- Fecha de celebración:

Primer domingo después de Pascua.
- Descripción:

La Fiesta del Pino tiene su origen en antiquísimos rituales paganos de fertilidad y de culto a la naturaleza. Durante la fiesta, los hombres de la población van mañana a cortar un pino que transportan hasta la población; al llegar se produce un repique de campanas y toda la población sale a recibirlo. Posteriormente se planta con la colaboración de la gente. Al atardecer, todos queman el pino.

### Fiesta mayor de Puiggraciós
- Fecha de celebración: Segundo domingo de septiembre, después de la Virgen.
- Descripción: La fiesta mayor de Puiggraciós ya se hacía en 1733, en recordatorio de la victoria contra los turcos ante Viena de 1686 y, posiblemente, de la consagración del propio santuario el 3 de septiembre de 1711.

Encuentro del santuario de Puiggraciós Fecha de celebración: 25 de marzo. Descripción: El encuentro del Puiggraciós ya se hacía antes de la construcción del santuario en 1711 en remembranza del hallazgo de la Virgen. El encuentro fue fundado por las siete masías del valle de la antigua parroquia Montmany (Can'Oliveres, el Prat, la Rovira, el Ullà, Can Miquel, Can Badia y Can Boget), las cuales se habrían comprometido a hacer y repartir un pan a cada uno de los asistentes a la fiesta. En cualquier caso, hoy la reunión del Puiggraciós reúne gente venida de los diferentes pueblos de sus alrededores.

### Fiesta de la Virgen de Montserrat
- Fecha de celebración: Celebrada por los alrededores del día de la Virgen de Montserrat.

### San Jordi
- Fecha de celebración: 23 de abril.
- Descripción: Celebración de los Juegos Florales.

### Fiesta mayor
Fecha de celebración: 1 de septiembre Descripción: Destacamos de esta fiesta la tradición de los farolillos que recuerda los años en que antes de la construcción de la nueva estación en la ubicación actual, el tren paraba delante de la estación que había en la salida del túnel llamado Socavón. Para la fiesta mayor, muchos invitados llegaban al pueblo, entre los que cabe destacar los músicos que venían para hacer el Gran Baile de fiesta mayor, por este motivo la gente del pueblo los iba a esperar con los farolillos porque la estación estaba lejos del centro del pueblo. Los músicos aprovechaban para tocar mientras se dirigían al casco urbano. Con los años, la costumbre se convirtió tradición y, hoy, se ha incorporado como acto inicial de la fiesta mayor.
Una de las otras tradiciones del día 1 de septiembre, festividad de San Lobo, es la entrega de un panecillo bendito para protegernos de "dolor de garganta y esquinencia"